# Кызылегисский сельский округ
Кызылеги́сский се́льский окру́г (каз. Қызылегіс ауылдық округі) — административная единица в составе Зерендинского района Акмолинской области Республики Казахстан. Административный центр — село Акколь.

## География
Сельский округ расположен на юге района, граничит:
- на востоке с Бурабайским районом,
- на юге с Исаковским сельским округом,
- на юго-западе с Викторовским сельским округом,
- на северо-западе с Зерендинским сельским округом,
- на севере со сельским округом имени Малика Габдуллина.

## История
В 1989 году существовал как Кызылегисский сельсовет (сёла Кызылегис, Карашилик, Коктерек, Ортаагаш).
В 1990-е годы село Коктерек было передано в состав Зерендинского сельского округа.

## Население
| Численность населения | Численность населения | Численность населения |
| 1989                  | 1999                  | 2009                  |
| --------------------- | --------------------- | --------------------- |
| 1965                  | ↘1177                 | ↘809                  |

## Состав
В состав сельского округа входят 3 населённых пунктов.
| № | Населённый пункт | Тип населённого пункта       | Население, 1989 | Население, 1999 | Население, 2009 |
| - | ---------------- | ---------------------------- | --------------- | --------------- | --------------- |
| 1 | Карашилик        | село                         | 235             | 224             | 133             |
| 2 | Коктерек         | село (передано)              | 429             | -               | -               |
| 3 | Кызылегис        | село, административный центр | 855             | 541             | 349             |
| 4 | Ортаагаш         | село                         | 446             | 412             | 327             |